# Neolucia mathewi
Neolucia mathewi is een vlinder uit de familie van de Lycaenidae. De wetenschappelijke naam van de soort is voor het eerst geldig gepubliceerd in 1890 door Miskin.

## Synoniemen
- Lycia sylvicola Doubleday, 1847 (nom. nud.)
- Plebeius sylvicola Semper, 1879 (nom. nud.)
- Lycaena sylvicola Miskin, 1891 (nom. nud.)